# Øresund (metropolitana di Copenaghen)
Øresund è una stazione della linea 2 della Metropolitana di Copenaghen.
La stazione venne inaugurata nel 2007 ed è in superficie.